# Шибту
Шибту (владала око 1775. п. н. е. − око 1761. п. н. е.) је била супруга Зимри-Лима и краљица древног града-државе Мари у савременој Сирији. Историчар Абрахам Маламат описао ју је као „најистакнутију од маријских дама“.

## Живот
Шибту је рођена у краљевској породици краљевства Јамхад. Њени родитељи су били Јарим-Лим I, краљ Јамада, и Гашера, његова супруга краљица. Зимри-Лим је био приморан да побегне из државе Мари када је на његовог оца краља Јакхдунлима извршен атентат у дворском пучу и Јасмах-Адад је узурпирао престо. Зимри-Лим се удружио са Јарим-Лимом из Јамхада који му је помогао да поврати престо у држави Мари и њихов савез је зацементиран удајом Зимри-Лима за Шибту. Породица Зимри-Лима и Шибтуа имала је најмање седам ћерки. Једна од њих именована је за градоначелника оближњег града. Неколико њихових ћерки наставило је да се удаје за друге краљевске породице са древног Блиског истока, укључујући Ибатум, која се удала за Химидију, краља Андарика, и Иниб-Шари која се удала за Ибал-Адуа, владара Ашлаке.

### Краљица Марија
Шибту је уживала велика административна овлашћења као краљица. Током одсуства Зимри-Лима, Шибту је водила управу града, краљевске палате и храма. Плочице пронађене у Марију откривају редовну преписку између Шибтуе и њеног мужа у његовом одсуству. Писма су углавном била административне природе, укључујући извештаје о стању у граду и војне и обавештајне информације. Такође су размењена лична писма, укључујући једно обавештење краља о томе да је родила близанце, дечака и девојчицу. Писма Шибту одражавала су дубоку наклоност према мужу и забринутост због његовог здравља и благостања током његових кампања. Зимри-Лим је, такође слао писма, обавештавајући је о својим биткама и боравишту, и упућујући је како да води град. У једном од својих писама, Шибту обавештава Зимри-Лима, на његов захтев, о пророчанству да ће севавилонски напад на Мари завршити неуспехом. Међутим, пророчанство је било погрешно и Вавилонци су под Хамурабијем опљачкали Мари 1761. п. н. е. 
Поред својих политичких улога, Шибту је управљала и надгледала своје велико домаћинство и индустрију радионица палате.